# Pithecia vanzolinii
Saki moine de Vanzolini
Espèce
Synonymes
- Pithecia irrorata vanzolinii Hershkovitz, 1987[2]
- Pithecia vanzolinii Hershkovitz, 1987 Hershkovitz, 1987 (préféré par UICN)[2]

Statut de conservation UICN

 DD  : Données insuffisantes
Le Saki moine de Vanzolini (Pithecia vanzolinii) est une espèce de primates d'Amazonie.

## Description
Le saki moine de Vanzolini présente des pattes dorées ; il est dépourvu de queue préhensile.

## Étymologie
L'espèce a été dénommée en hommage à Paulo Emilio Vanzolini, zoologiste brésilien.

## Découverte et redécouverte
Le saki moine de Vanzolini a été observé pour la première fois en 1936 par Alfonso Ollala et des individus morts ont été récoltés en 1956. L'espèce qui n'a été décrite qu'en 1987 n'avait plus été vue vivante jusqu'à sa redécouverte en 2017 par une équipe de scientifiques dirigée par la primatologue Laura Marsh dans l'ouest de l'Amazonie, à proximité de la frontière entre le Brésil et le Pérou, non loin de la rivière Juruá,.